# Fraxinus gooddingii
Fraxinus gooddingii es una especie de fresno nativa de Norteamérica.

## Distribución
Es endémica de Arizona y Sonora (incluyendo la isla Tiburón, en el golfo de California).